# Knekelhuis Algemene Begraafplaats Soest
Het Knekelhuisje van de Algemene Begraafplaats is een gemeentelijk monument op de hoek van de Veldweg met de Molenweg in de gemeente Soest in de provincie Utrecht.
Het knekelhuisje staat er vanaf de bouwtijd in 1909. De nok loopt evenwijdig aan de Molenweg. Aan de voorzijde bevinden zich aan weerszijden van de deur eenijzeren venstertje. In de linkergevel zijn twee ventilatiegaten aangebracht. Tot het eind van de twintigste eeuw was aan de rechterzijgevel een aanbouw voor de graafmachine gemaakt. Toen deze werd verwijderd kwam de oude zijdeur tevoorschijn. 